# Polychloortrifluorethyleen
Polychloortrifluorethyleen (PCTFE of PTFCE) is een thermoplastisch chloorfluorkoolstofpolymeer met de molecuulformule (CF_2CClF)_n, waarbij n het aantal monomeereenheden in de polymeermolecuul is.
Het is vergelijkbaar met polytetrafluoretheen (PTFE), behalve dat het een homopolymeer is van het monomeer chloortrifluorethyleen (CTFE) in plaats van tetrafluoretheen. 
Het heeft de laagste waterdampdoorlaatbaarheid van alle kunststoffen.